# テイト方程式
テイト方程式（テイトほうていしき、英: Tait equation）は、流体力学において、液体密度と静水圧圧力を関連付ける状態方程式である。この方程式は1888年にピーター・ガスリー・テイトによって発表され、以下の形で表される。
{\displaystyle {\frac {V_{0}-V}{PV_{0}}}={\frac {A}{\Pi +P}}}
ここで、{\displaystyle P}は大気圧に加わる静水圧、{\displaystyle V_{0}}は大気圧での体積、{\displaystyle V}は追加圧力{\displaystyle P}下での体積を表し、{\displaystyle A}および{\displaystyle \Pi }は実験により決定されるパラメータである。{\displaystyle A}および{\displaystyle \Pi }の2つのパラメータの物理的解釈を含むテイト方程式の詳細な歴史的研究が参照されている。

## テイト・タンマン状態方程式
1895年には、元の等温テイト方程式がタンマンにより以下のように置き換えられた。
{\displaystyle {K}=-{V_{0}}\left({\frac {\partial P}{\partial V}}\right)_{T}={V_{0}}{\frac {(B+P)}{C}}}
ここで、{\displaystyle K}は等温の混合体積弾性率を示す。この上記の方程式は一般にテイト方程式として知られている。また、積分形は次のように表される。
{\displaystyle V=V_{0}-C\log \left({\frac {B+P}{B+P_{0}}}\right)}
ここで、{\displaystyle V}は物質の比容積（単位はml/gまたはm3/kg）、{\displaystyle V_{0}}は{\displaystyle P=P_{0}}のときの比容積、{\displaystyle B}（{\displaystyle P_{0}}と同じ単位）および{\displaystyle C}（{\displaystyle V_{0}}と同じ単位）は温度の関数である。

### 圧力式
比容積から見た圧力の式は次のようになる。
{\displaystyle P=(B+P_{0})\exp \left(-{\frac {V-V_{0}}{C}}\right)-B\,}
テイト・タンマン状態方程式に関する研究では、経験的パラメータ{\displaystyle C}と{\displaystyle B}の物理的解釈が、参考文献の第3章に記述されている。まず、水、海水、ヘリウム-4、ヘリウム-3について、液相全体における臨界温度{\displaystyle T_{c}}までの{\displaystyle C}および{\displaystyle B}の温度依存式についてである。次に、水の過冷却相については、参考文献の付録Dで論じられている。さらに、液体アルゴンについては、三重点温度から148Kまでの範囲で詳細に扱われており、これは参考文献の第6節に記載されている。

## テイト・マーナハン状態方程式
もう一つのテイト方程式として広く知られる、等温状態方程式は、マーナハンモデルである。 これは、以下の形で表される。
{\displaystyle {\frac {V}{V_{0}}}=\left[1+{\frac {n}{K_{0}}}\,(P-P_{0})\right]^{-1/n}}
ここで、{\displaystyle V}は圧力{\displaystyle P}における比容積、{\displaystyle V_{0}}は圧力{\displaystyle P_{0}}における比容積、{\displaystyle K_{0}}は圧力{\displaystyle P_{0}}における体積弾性率、{\displaystyle n}は材料の特性を示すパラメータである。

### 圧力式
この式は、圧力式で次のように置き換えられる。
{\displaystyle P={\frac {K_{0}}{n}}\left[\left({\frac {V_{0}}{V}}\right)^{n}-1\right]+P_{0}={\frac {K_{0}}{n}}\left[\left({\frac {\rho }{\rho _{0}}}\right)^{n}-1\right]+P_{0}}
ここで、{\displaystyle \rho ,\rho _{0}}はそれぞれ圧力{\displaystyle P,P_{0}}における質量密度を示す。純粋な水に対して、典型的なパラメータは以下の通りである。
- {\displaystyle P_{0}} = 101,325 Pa
- {\displaystyle \rho _{0}} = 1000 kg/cu.m
- {\displaystyle K_{0}} = 2.15 GPa
- {\displaystyle n} = 7.15

この形のテイト状態方程式は、マーナハンの状態方程式の形と同一であることに注意する必要がある。

### 体積弾性率の式
マクドナルド・テイトモデルによって予測される接線体積弾性率は以下の通りである。
{\displaystyle K=K_{0}\left({\frac {V_{0}}{V}}\right)^{n}\,}

## トゥムリルツ・テイト・タンマン状態方程式

純水の実験データへのフィットに基づくトゥムリルツ・テイト・タンマン状態方程式。

液体のモデル化に使用できる関連する状態方程式として、トゥムリルツ方程式（時にタンマン方程式とも呼ばれる。）がある。この方程式は、最初にトゥムリルツが1909年に提案し、タンマンが1911年に純水のために再提案した。この方程式の形は次の通りである。
{\displaystyle V(P,S,T)=V_{\infty }-K_{1}S+{\frac {\lambda }{P_{0}+K_{2}S+P}}}
{\displaystyle V(P,S,T)}は比容積、{\displaystyle P}は圧力、{\displaystyle S}は塩分濃度、{\displaystyle T}は温度、{\displaystyle V_{\infty }}は圧力が無限大（{\displaystyle P=\infty }）のときの比容積を表す。また、{\displaystyle K_{1}}、{\displaystyle K_{2}}、および{\displaystyle P_{0}}は、実験データに基づいて調整可能なパラメーターである。
淡水（{\displaystyle S=0}）の場合のトゥムリルツ・タンマン形式のテイト方程式は以下の通りである。
{\displaystyle V=V_{\infty }+{\frac {\lambda }{P_{0}+P}}\,}
純水の場合、{\displaystyle V_{\infty }}、{\displaystyle \lambda }、{\displaystyle P_{0}}の値は、以下の関係式で表される。
{\displaystyle {\begin{aligned}\lambda &=1788.316+21.55053\,T-0.4695911\,T^{2}+3.096363\times 10^{-3}\,T^{3}-0.7341182\times 10^{-5}\,T^{4}\\P_{0}&=5918.499+58.05267\,T-1.1253317\,T^{2}+6.6123869\times 10^{-3}\,T^{3}-1.4661625\times 10^{-5}\,T^{4}\\V_{\infty }&=0.6980547-0.7435626\times 10^{-3}\,T+0.3704258\times 10^{-4}\,T^{2}-0.6315724\times 10^{-6}\,T^{3}\\&+0.9829576\times 10^{-8}\,T^{4}-0.1197269\times 10^{-9}\,T^{5}+0.1005461\times 10^{-11}\,T^{6}\\&-0.5437898\times 10^{-14}\,T^{7}+0.169946\times 10^{-16}\,T^{8}-0.2295063\times 10^{-19}\,T^{9}\end{aligned}}}
温度{\displaystyle T}は摂氏、{\displaystyle P_{0}}はバー（bars）、{\displaystyle V_{\infty }}は立方センチメートル毎グラム（cc/gm）、{\displaystyle \lambda }はバー-立方センチメートル毎グラム（bars-cc/gm）単位である。

### 圧力式
圧力の比容積に対する逆トゥムリルツ・テイト・タンマン関係は次のようになる。
{\displaystyle P={\frac {\lambda }{V-V_{\infty }}}-P_{0}\,}

### 体積弾性率の式
純水の即時接線体積弾性率のトゥムリルツ・テイト・タンマン公式は、圧力{\displaystyle P}の二次関数として表現される。
{\displaystyle K=-V\,{\frac {\partial P}{\partial V}}={\frac {V\,\lambda }{(V-V_{\infty })^{2}}}=(P_{0}+P)+{\frac {V_{\infty }}{\lambda }}(P_{0}+P)^{2}\,}

## 修正したテイト状態方程式
水中爆発の研究、特に発生する衝撃波に関連して、ジョン・G・カークウッドは1965年に、1 kbarを超える高圧を記述するために、より適切な状態方程式の形式を提案した。この形式では、等エントロピー圧縮率係数を以下のように表現する。
{\displaystyle -{\frac {1}{V}}\left({\frac {\partial V}{\partial P}}\right)_{S}={\frac {1}{n(B+P)}}}
ここで、{\displaystyle S}はエントロピーを表す。さらに、2つの経験的パラメータ{\displaystyle n}および{\displaystyle B}はエントロピーの関数であり、それぞれ以下の性質を持つ。
- {\displaystyle n}：無次元

- {\displaystyle B}：{\displaystyle P}（圧力）と同じ単位

積分を行うことで、等エントロピー条件（{\displaystyle S}）における体積{\displaystyle V(P,S)}に関する次の式が得られる。
{\displaystyle {\frac {V}{V_{0}}}=\left(1+{\frac {P_{0}}{B}}\right)^{1/n}\left(1+{\frac {P}{B}}\right)^{-1/n}}
このとき、
{\displaystyle V_{0}=V(P_{0},S)}
である。

### 圧力式
等エントロピー条件（{\displaystyle S}）における比容積に基づく圧力{\displaystyle P(V,S)}の式は以下の通りである。
{\displaystyle P=(B+P_{0})\,\left({\cfrac {V_{0}}{V}}\right)^{n}-B\,}
修正されたテイト状態方程式に関する詳細な研究では、2つの経験的パラメータ{\displaystyle n}と{\displaystyle B}の物理的解釈が第4章で説明されている。
また、水、ヘリウム3、ヘリウム4に対して、これらの経験的パラメータ{\displaystyle n}と{\displaystyle B}のエントロピーに基づく式が示されている。